# Mas dels Prats
El Mas dels Prats és una masia del poble de Tercui, de l'antic terme de Sapira, pertanyent actualment al municipi de Tremp.
Està força allunyada a llevant del poble, al fons de la vall del barranc de Russirera, afluent del dels Masets, a l'esquerra del curs d'aigua, a l'esquerra del barranc. És a l'oest-nord-oest del Puny del Moro i de la Roca de les Gralles, al nord-oest de Claramunt.